# ياسموس

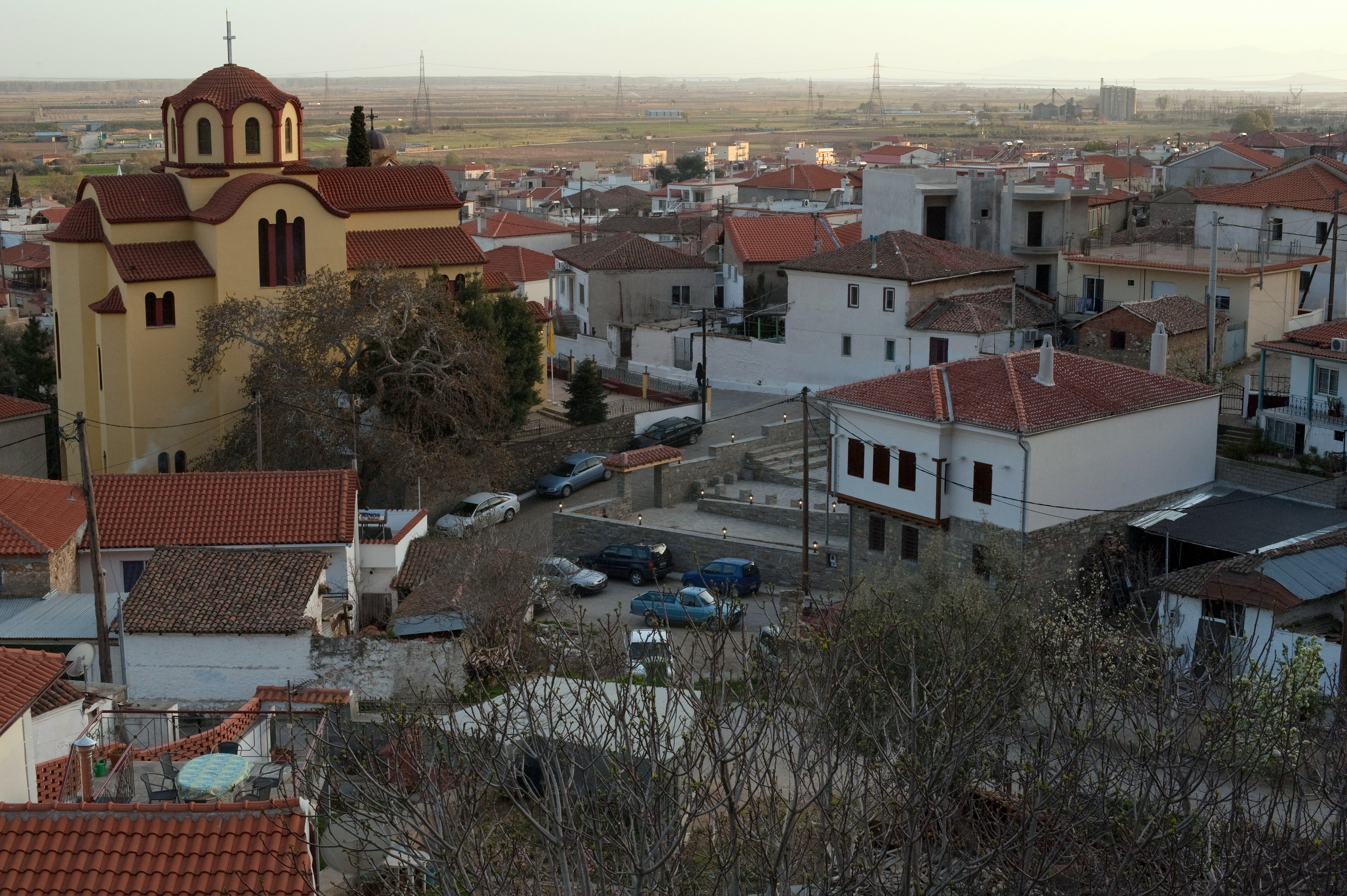
منظر للقرية

إاسموس (Ίασμος) هي قرية في رودوبي في مقاطعة فوريا إلادا في اليونان.
يبلغ عدد سكانها حوالي 2756 نسمة.